# 木津川飛行場

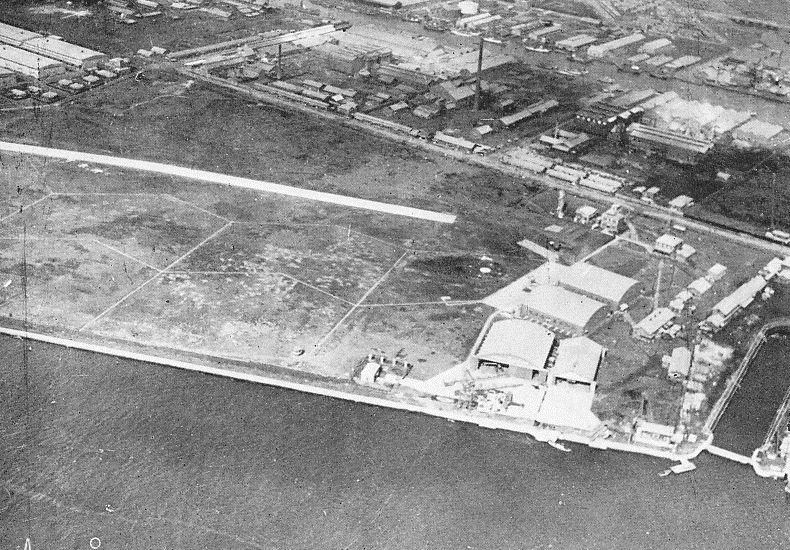
木津川飛行場（1930年代）

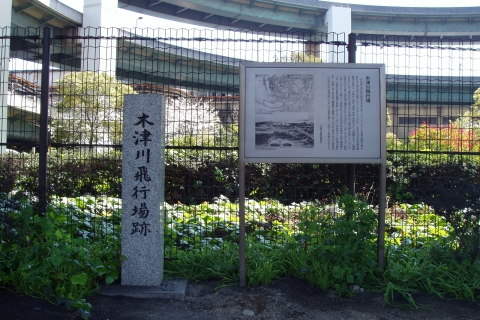
石碑と案内板

木津川飛行場（きづがわひこうじょう）は大阪府大阪市大正区にあった飛行場。大阪飛行場とも呼ばれた。

## 歴史
日本の民間航空は設置費用の安い水上機用の飛行場の整備が先行して行われ、陸上機は軍の施設を借りて運用されていた。しかし郵便や貨物の需要の高まりを受け陸上の民間飛行場が必要となり、逓信省航空局が建設地に選定したのが木津川河口の湿地帯である。飛行場は1929年（昭和4年）に供用開始し、日本航空輸送が東京（立川陸軍飛行場）、福岡（大刀洗陸軍飛行場）便を開設した。
1938年（昭和13年）には720ｍの滑走路を備え、年間発着回数8,800回、年間旅客1万人を数えるなど国内最大規模の航空拠点となったが、1939年の大阪第二飛行場（伊丹）の開港にともない閉鎖された。閉鎖の理由として地盤が軟弱なこと、周辺が工業地帯となり、煙突などの障害物が増えたことが挙げられている。
木津川河口の水域では1923年（大正12年）ごろから水上機の離着水が行われており、徳島、高松、松山、別府便などが運航されていた。このため、木津川飛行場にも水上機用の設備があった。
木津川飛行場は逓信省航空局が開設した最初の飛行場で、続いて東京（羽田飛行場）と福岡（雁ノ巣飛行場）にも建設された。

## 所在地
現在の船町に存在した。規模は約39万平方メートル。現在は新木津川大橋のたもとの石碑だけが往時を語る。

## 発着地など
- 東京
- 福岡（当初は入船町飛行場、のちに名島水上飛行場）
- 名古屋
- 高松
- 大阪城見物遊覧飛行

など

## その他
- スチュワーデスの元祖は、当初は「エアガール」と言い、着物を着ていた。当飛行場発の高松行きが第一号である。
- 廃港後もしばらく格納庫などは残り、暁部隊が駐屯するなどしていたが、空襲で全て灰燼に帰した。